# Triumvirat de 1853
Le Triumvirat de 1853 est le nom donné au pouvoir exécutif provisoire que l'Uruguay a connu entre le 23 septembre 1853 et le 12 mars 1854. Il était composé de Venancio Flores, Juan Antonio Lavalleja et Fructuoso Rivera.

## Contexte
Au lendemain de la Paix d'Octobre 1851 qui met fin à la grande guerre , les partis traditionnels s'accordent sur la candidature du général Eugenio Garzón à la présidence de la République. Mais sa brusque disparition débouche sur l'élection de Juan Francisco Giró. Le nouveau président mène une politique de réconciliation, dite de « fusion » : bien que blanco, il forme un gouvernement comprenant plusieurs colorados (ainsi, César Díaz et Venancio Flores furent respectivement nommés ministre de la Guerre et chef politique de Montevideo).
La situation du pays reste cependant préoccupante. Les difficultés économiques et financières persistent alors que les vieilles divisions politiques ressuscitent et s'accentuent de jour en jour. L'un des facteurs de divergence est alors la rivalité entre la Garde Nationale (milice dominée par les blancos) et l'Armée (contrôlée par les colorados). Quant au Brésil, il veillait alors à une stricte application des traités de 1851. Pour y parvenir, il n'hésite pas à attiser les rivalités entre Orientaux mais aussi à menacer les autorités uruguayennes de représailles militaire et financière.
Finalement, un soulèvement colorado dirigé par Melchor Pacheco y Obes éclate le 18 juillet 1853. Le jour de l'anniversaire du serment de la Constitution de 1830, la Garde nationale - désarmée - défile à Montevideo sur la place Matriz avant d'être attaquée par un bataillon de chasseurs commandé par León de Pallejas. Le sang coula et les mutins, maîtres de la situation, se dirigent vers le siège du gouvernement où ils forcent Giró à céder à leurs exigences, à savoir la dissolution de la Garde Nationale et la nomination de ministres colorados (Venancio Flores au ministère de la Guerre et Manuel Herrera y Obes à celui de l’Économie). Les jours du président sont désormais comptés et lorsqu'une seconde mutinerie éclate le 23 septembre 1853, Giró se réfugie à la légation de France avant de renoncer à ses fonctions le 25 septembre.

## L'épisode du triumvirat
Un triumvirat - composé de Juan Antonio Lavalleja, Fructuoso Rivera et de Venancio Flores - voit alors le jour. Mais le décès du premier le 22 octobre 1853 puis du second le 13 janvier 1854 débouche dans les faits sur un Pouvoir Exécutif dominé par Flores.
La période est troublée en raison des intrigues brésiliennes. Au lendemain de la disparition de Lavalleja, Rio de Janeiro soutient le gouvernement de Giró, provocant une insurrection des blancos dirigée par Bernardo Berro  (soulèvements de Diego Lamas à San José, de Bernardino Olid à Maldonado, de Jacinto Barbat à Tacuarembó, de Lucas Moreno à Colonia et de Dionisio Coronel à Cerro Largo). Mais Flores étouffe rapidement l'insurrection. Un nouveau revirement brésilien intervient le 30 janvier 1854. Le décès de Rivera pousse, cette fois-ci, l'Empire à reconnaître la légitimité du gouvernement de Flores, obligeant Giró à se réfugier à Buenos Aires.
En février 1854, l'abstention des blancos et des partisans de la « politique de fusion » assure la victoire électorale des colorados et, le 14 mars 1854, le triumvirat prend fin avec l'élection de Flores à la présidence de la République.

## Cabinet du gouvernement
| Ministères                       | Titulaires                  | Périodes    |
| -------------------------------- | --------------------------- | ----------- |
| Intérieur et Affaires étrangères | Juan Carlos Gómez           | 1853        |
| Intérieur et Affaires étrangères | Juan José Aguiar            | 1853 - 1854 |
| Finances                         | Santiago Sayago             | 1853        |
| Finances                         | José Zubillaga              | 1853 - 1854 |
| Guerre et Marine                 | Lorenzo Batlle              | 1853        |
| Guerre et Marine                 | Enrique Santiago del Carmen | 1853 - 1854 |